# شعار التشيك
شعار التشيك يوضح المراحل التاريخية الثلاث التي تشكل أمة التشيك:
- درع بوهيميا: ويحمل أسد فضي مزدوج الذيل على خلفية حمراء، ويتكرر الدرع في الجانب السفلي الأيمن من الشعار.[1][2]
- درع مورافيا: ويحمل نسر متقلب بين اللونين الأحمر والأبيض على خلفية زرقاء.
- درع سيليزيا: ويحمل نسر أسود ذو ساق تعرف بـ"ساق البرسيم"، وذلك على خلفية ذهبية اللون.